# PHPサイエンス・ワールド新書
PHPサイエンス・ワールド新書（ピーエイチピーサイエンスワールドしんしょ、PHP Science World）は、株式会社PHP研究所が発行していた自然科学系の新書レーベル。

## 概要
2009年9月25日創刊。
コンセプトは「『私』から始まる科学の世界へ」である。
科学に関する最新の話題について、2色刷や4色刷も採用して、図版や写真、イラストを多用し、中学生や高校生でも読めるようにわかりやすく解説している。
文系、理系の枠を超えて、幅広いテーマを扱っている。問題を提起するために、筆者の主張や考え方などを前面に押し出したり、科学者たちの人間ドラマも盛り込んだりといった点も特徴である。
創刊にあたっては、「なぜだろう、どうしてかしら、といった素朴な疑問や好奇心から、科学する心は始まる。それが、自然を大切にする心へとつながっていき、社会の本質を見極める力となる。そうした身近な好奇心を大切にして、サイエンスの世界へ旅立つことをサポートしたい」といった思いが述べられた。。
体裁は、新書判（172×110mm）・並製。
カバーデザインは、寄藤文平による。
新書判の自然科学系の入門書としては、講談社ブルーバックス、サイエンス・アイ新書、サイエンス・パレット、DIS+COVERサイエンスがある。

## ラインナップ
| 番号 | 書名                                                          | 著者                            | 発行年月   | 備考                                 |
| ---- | ------------------------------------------------------------- | ------------------------------- | ---------- | ------------------------------------ |
| 001  | あなたにもわかる相対性理論                                    | 茂木健一郎                      | 2009年9月  |                                      |
| 002  | なぜ飼い犬に手をかまれるのか 動物たちの言い分                 | 日高敏隆                        | 2009年9月  |                                      |
| 003  | 環境を知るとはどういうことか 流域思考のすすめ                 | 養老孟司 岸由二                 | 2009年9月  |                                      |
| 004  | 寿命はどこまで延ばせるか?                                     | 池田清彦                        | 2009年9月  |                                      |
| 005  | 数学が歩いてきた道                                            | 志賀浩二                        | 2009年9月  |                                      |
| 006  | 動物たちの反乱 増えすぎるシカ、人里へ出るクマ                 | 河合雅雄・林良博（編著）        | 2009年10月 |                                      |
| 007  | 破られた対称性 素粒子と宇宙の法則                             | 佐藤文隆                        | 2009年10月 |                                      |
| 008  | 笑う科学 イグ・ノーベル賞                                     | 志村幸雄                        | 2009年10月 |                                      |
| 009  | 学校では教えてくれないオモシロ科学実験                        | 篠原功治                        | 2009年11月 |                                      |
| 010  | 見た目の若さは、腸年齢で決まる                                | 辨野義己                        | 2009年11月 |                                      |
| 011  | はじめてのトポロジー つながり方の幾何学                       | 瀬山士郎                        | 2009年12月 |                                      |
| 012  | 時間はなぜ取り戻せないのか                                    | 橋元淳一郎                      | 2009年12月 |                                      |
| 013  | 会社の数字を科学する すっきりわかる財務・会計・投資           | 内山力                          | 2010年1月  |                                      |
| 014  | ロボットは涙を流すか 映画と現実の狭間                         | 石黒浩 池谷瑠絵                 | 2010年1月  |                                      |
| 015  | 脳のなかの匂い地図                                            | 森憲作                          | 2010年2月  |                                      |
| 016  | 知らないと怖い血管の話 心筋梗塞、脳卒中はなぜ突然起きる?      | 高沢謙二                        | 2010年2月  |                                      |
| 017  | 原発とプルトニウム パンドラの箱を開けてしまった科学者たち     | 常石敬一                        | 2010年3月  |                                      |
| 018  | 暗算力を身につける                                            | 栗田哲也                        | 2010年3月  |                                      |
| 019  | 粘菌 その驚くべき知性                                         | 中垣俊之                        | 2010年4月  |                                      |
| 020  | 物理を知れば世の中がわかる                                    | 竹内淳                          | 2010年4月  |                                      |
| 021  | 不可能を可能にする 視力再生の科学                             | 坪田一男                        | 2010年5月  |                                      |
| 022  | エッシャーとペンローズ・タイル                                | 谷岡一郎                        | 2010年5月  |                                      |
| 023  | 中学受験理科の王道                                            | 鎌田浩毅 岸本利久               | 2010年6月  |                                      |
| 024  | 土の科学 いのちを育むパワーの秘密                             | 久馬一剛                        | 2010年6月  |                                      |
| 025  | 父親として知っておきたい理科の常識                            | 目時伸哉                        | 2010年7月  |                                      |
| 026  | 生きもの上陸大作戦 絶滅と進化の5億年                          | 中村桂子 板橋涼子               | 2010年7月  |                                      |
| 027  | 量子力学はミステリー                                          | 山田克哉                        | 2010年8月  |                                      |
| 028  | なぜ、歩くと脳は老いにくいのか                                | 久恒辰博                        | 2010年8月  |                                      |
| 029  | 相対性理論から100年でわかったこと                             | 佐藤勝彦                        | 2010年9月  |                                      |
| 030  | 人はなぜ数学が嫌いになるのか 好きと嫌いは紙一重               | 芳沢光雄                        | 2010年9月  |                                      |
| 031  | 東大博士が語る理系という生き方                                | 瀬名秀明・池谷裕二（監修）      | 2010年9月  |                                      |
| 032  | 自然現象はなぜ数式で記述できるのか                            | 志村史夫                        | 2010年11月 |                                      |
| 033  | 日本人のための科学論                                          | 毛利衛                          | 2010年11月 |                                      |
| 034  | 数学に恋したくなる話                                          | 秋山仁 松永清子                 | 2010年11月 |                                      |
| 035  | 世界に勝てる! 日本発の科学技術                                | 志村幸雄                        | 2011年1月  |                                      |
| 036  | 物理学はこんなこともわからない                                | 川久保達之                      | 2011年1月  |                                      |
| 037  | 地球200周! ふしぎ植物探検記                                   | 山口進                          | 2011年1月  |                                      |
| 038  | 子どもの脳によくないこと 赤ちゃん学、脳科学を生かす子育て     | 小西行郎                        | 2011年3月  |                                      |
| 039  | ダンゴムシに心はあるのか 新しい心の科学                       | 森山徹                          | 2011年3月  |                                      |
| 040  | 宇宙137億年のなかの地球史                                     | 川上紳一                        | 2011年3月  |                                      |
| 041  | スーパーアース 地球外生命はいるのか                           | 井田茂                          | 2011年5月  |                                      |
| 042  | 認知症の正体 診断・治療・予防の最前線                         | 飯島裕一 佐古泰司               | 2011年5月  |                                      |
| 043  | これだけは知っておきたい 物理学の原理と法則                   | 池内了                          | 2011年5月  |                                      |
| 044  | 地理と気候の日本地図 地元の常識、驚くべき数字を知る           | 浅井建爾                        | 2011年7月  |                                      |
| 045  | がんになったら肉を食べなさい がんに勝つ栄養の科学             | 溝口徹                          | 2011年7月  |                                      |
| 046  | 噛めば脳が若返る                                              | 小野塚實                        | 2011年7月  |                                      |
| 047  | 生物のなかの時間 時計遺伝子から進化まで                       | 西川伸一 倉谷滋 上田泰己        | 2011年9月  |                                      |
| 048  | 数学で未来を予測する ギャンブルから経済まで                   | 野崎昭弘                        | 2011年9月  |                                      |
| 049  | 知らないと怖い閉塞性動脈硬化症                                | 池田宇一 宮下裕介               | 2011年9月  |                                      |
| 050  | 海底ごりごり 地球史発掘                                       | 須藤斎                          | 2011年11月 |                                      |
| 051  | 細胞が自分を食べる オートファジーの謎                         | 水島昇                          | 2011年11月 |                                      |
| 052  | 透明人間になる方法 スーパーテクノロジーに挑む                 | 白石拓                          | 2012年1月  |                                      |
| 053  | 放射性物質の正体                                              | 山田克哉                        | 2012年1月  |                                      |
| 054  | ［図解］スマートフォンのしくみ                                | 井上伸雄                        | 2012年3月  |                                      |
| 055  | 利己的遺伝子から見た人間 愉快な進化論の授業                   | 小林朋道                        | 2012年3月  |                                      |
| 056  | 毒 青酸カリからギンナンまで                                   | 船山信次                        | 2012年5月  |                                      |
| 057  | 「あまった食べ物」が農業を救う ウンコと生ゴミを生かす循環社会 | 山田浩太                        | 2012年5月  |                                      |
| 058  | ウナギ 大回遊の謎                                             | 塚本勝巳                        | 2012年6月  |                                      |
| 059  | ダークマターとは何か 天の川銀河探査で挑む宇宙論最大の謎       | 郷田直輝                        | 2012年7月  |                                      |
| 060  | からだに、ありがとう 1億人のための健康学講座                  | 伊藤裕 やくみつる               | 2012年7月  |                                      |
| 061  | 直観で解く算数                                                | 岡部恒治                        | 2012年9月  | 「大人の算数」（梧桐書院）を新書化。 |
| 062  | 空飛ぶ納豆菌 黄砂に乗る微生物たち                             | 岩坂泰信                        | 2012年11月 |                                      |
| 063  | 水の危機をどう救うか 環境工学が変える未来                     | 丹保憲仁                        | 2012年11月 |                                      |
| 064  | なんでもカロリー換算                                          | 竹内薫 丸山篤史                 | 2013年1月  |                                      |
| 065  | 新しい超伝導入門 実用化される、世界最高の日本の技術           | 山路達也                        | 2013年1月  |                                      |
| 066  | ［図解］鉄道の技術                                            | 秋山芳弘                        | 2013年3月  |                                      |
| 067  | ABC予想入門                                                   | 黒川信重 小山信也               | 2013年3月  |                                      |
| 068  | 無限と有限のあいだ                                            | 芳沢光雄                        | 2013年5月  |                                      |
| 069  | ドキュメント 遺伝子工学 巨大産業を生んだ天才たちの戦い        | 生田哲                          | 2013年5月  |                                      |
| 070  | 腰痛をこころで治す 心療整形外科のすすめ                       | 谷川浩隆                        | 2013年6月  |                                      |
| 071  | 群れは意識をもつ 個の自由と集団の秩序                         | 郡司ペギオ-幸夫                 | 2013年7月  |                                      |
| 072  | 頭がよくなる1分実験［物理の基本］                             | 左巻健男                        | 2013年7月  |                                      |
| 073  | 有害化学物質の話 農薬からプラスチックまで                     | 井田徹治                        | 2013年9月  |                                      |
| 074  | 元素はどうしてできたのか 誕生・合成から「魔法数」まで         | 櫻井博儀                        | 2013年11月 |                                      |
| 075  | 人体特許 狙われる遺伝子情報                                   | 五十嵐享平                      | 2013年11月 |                                      |
| 076  | 「金縛り」の謎を解く 夢魔・幽体離脱・宇宙人による誘拐         | 福田一彦                        | 2014年1月  |                                      |
| 077  | 家電の科学 ここまで進化した驚異の技術                         | 山名一郎+家電テクノロジー研究会 | 2014年1月  |                                      |
| 078  | 人体に危ない細菌・ウイルス 食中毒・院内感染・感染症の話       | 小林一寛                        | 2014年3月  |                                      |

## 関連事項
- PHP新書
- PHPビジネス新書